# Encant (física)
En física de partícules, l'encant (símbol C) és un nombre quàntic de sabor que representa la diferència entre el nombre de quarks d'encant (c) i antiquarks encants ({\displaystyle n_{\bar {c}}}) presents en una partícula:
{\displaystyle C=n_{\text{c}}-n_{\mathrm {\bar {c}} }.\ }
Per convenció, el signe dels nombres quàntics de sabor segueixen el signe de la càrrega elèctrica del quark corresponent. Com que l' (anti)quark encant té càrrega elèctrica Q = +2⁄3 (-2/3), el seu encant és C = +1 (−1).
Tal com passa amb tots els nombres quàntics de sabor, l'encant és conservat per la interacció forta i electromagnètica, però no així per la interacció feble (vegeu matriu CKM). Pels decaïments febles de primer ordre, és a dir processos que impliquen un sol decaïment de quarks, l'encant només pot variar d'una unitat (ΔC= ±1,0). Com que els processos de primer ordre són més comuns que els de segon ordre (implicant dos decaïments de quarks), aquest fet pot ser utilitzat com una regla "de selecció aproximada" per a les desintegracions febles.